# St. Martini (Rehburg)

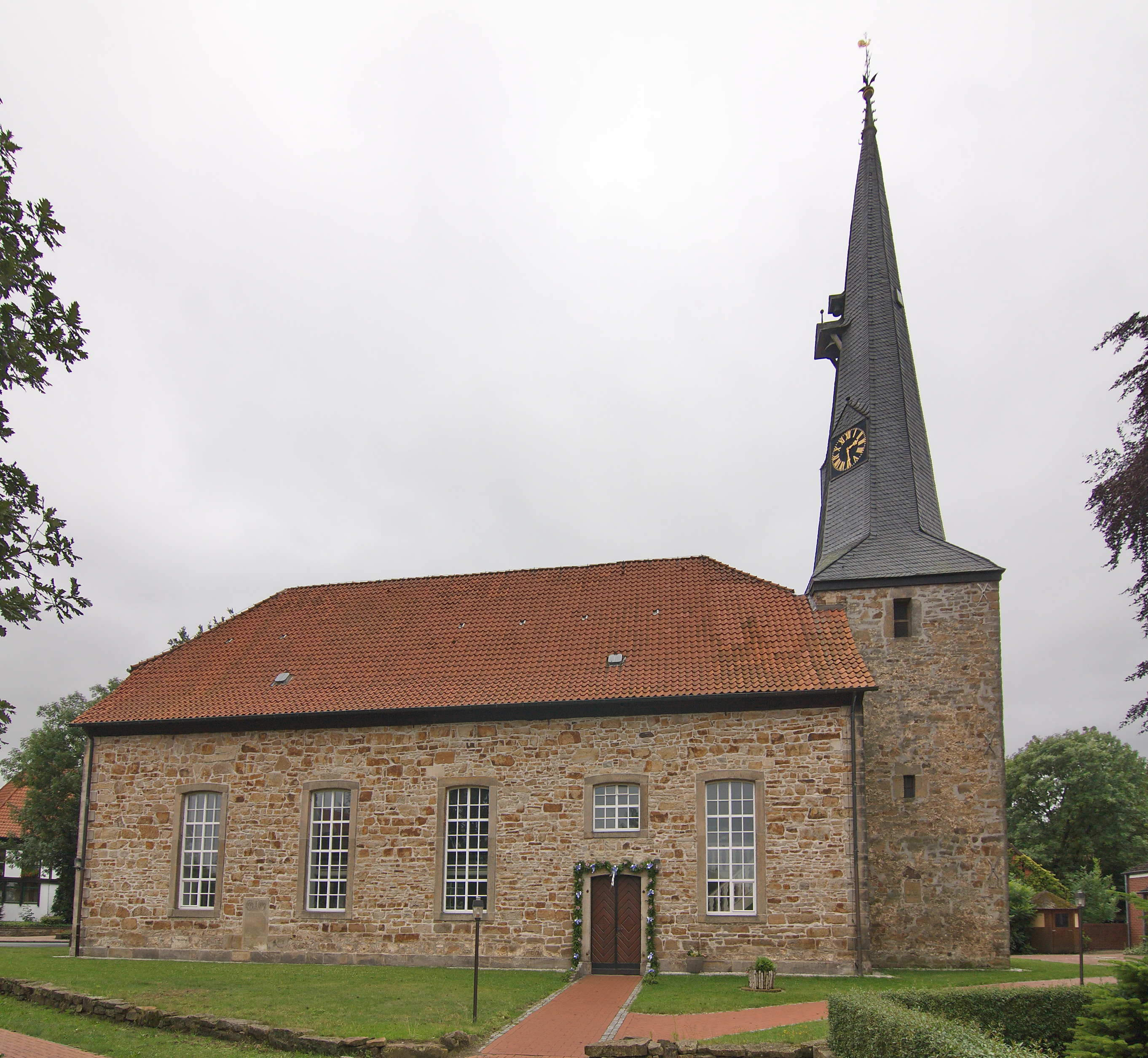
St. Martini

Die evangelisch-lutherische denkmalgeschützte Kirche St. Martini steht im Ortsteil Rehburg von Rehburg-Loccum, einer Stadt im Landkreis Nienburg/Weser in Niedersachsen. Die Kirchengemeinde gehört zum Kirchenkreis Stolzenau-Loccum im Sprengel Hannover der Evangelisch-lutherischen Landeskirche Hannovers.

## Beschreibung
Die geräumige Saalkirche mit fünf Achsen aus Bruchsteinen wurde laut Inschrift an der Fassade des Chors 1748 auf Veranlassung von König Georgs II. weitgehend erneuert. Der quadratische Kirchturm steht im Westen.
Das Langhaus hat flachbogige Fenster. Der Innenraum ist mit einem verputzten hölzernen Spiegelgewölbe überspannt. Der Altar aus der Zeit des Rokoko wird von Säulen flankiert. Das gotische Taufbecken ist mit Maßwerk dekoriert. Die Kanzel von 1674/75 hat einen Schalldeckel. Die mit Knorpelwerk dekorierte Brüstung hat Bilder der vier Evangelisten.
Auf der Ostseite der fast ringsum führenden Empore steht in einem kastenförmigen, mit Ranken geschmückten Prospekt die Orgel mit 16 Registern, verteilt auf zwei Manuale und ein Pedal, die 1867 von Eduard Meyer gebaut und 2000 von Jörg Bente restauriert wurde.